# Ribera d'Urgellet
Ribera d'Urgellet és un municipi de la comarca de l'Alt Urgell, amb capital a la vila del Pla de Sant Tirs. El 2019, l'alcaldessa és Josefina Lladós Torrent.
| Entitat de població   | Habitants (2023) |
| el Pla de Sant Tirs   | 368              |
| Adrall                | 193              |
| Arfa                  | 159              |
| la Parròquia d'Hortó  | 89               |
| Castellar de Tost     | 35               |
| Montan de Tost        | 34               |
| les Bordes d'Arfa     | 27               |
| Torà de Tost          | 11               |
| Tost                  | 8                |
| els Hostalets de Tost | 7                |
| Sant Pere de Codinet  | 3                |
| la Coma de Nabiners   | 3                |
| Gramós                | 1                |
| Sauvanyà              | 0                |
| Nabiners              | 0                |
| la Freita             | 0                |
| Font: Idescat         |                  |

## Geografia
- Llista de topònims de Ribera d'Urgellet (Orografia: muntanyes, serres, collades, indrets..; hidrografia: rius, fonts...; edificis: cases, masies, esglésies, etc).

## Demografia
| 1497 f | 1515 f | 1553 f | 1717 | 1787  | 1857  | 1877  | 1887  | 1900  | 1910  |
| ------ | ------ | ------ | ---- | ----- | ----- | ----- | ----- | ----- | ----- |
| 109    | 89     | 144    | 765  | 1.390 | 2.591 | 2.031 | 1.760 | 1.635 | 1.594 |

| 1920  | 1930  | 1940  | 1950  | 1960  | 1970  | 1981 | 1990 | 1992 | 1994 |
| ----- | ----- | ----- | ----- | ----- | ----- | ---- | ---- | ---- | ---- |
| 1.739 | 1.951 | 1.671 | 1.650 | 1.506 | 1.143 | 889  | 822  | 828  | 828  |

| 1996 | 1998 | 2000 | 2002 | 2004 | 2006 | 2008 | 2010 | 2012 | 2014 |
| ---- | ---- | ---- | ---- | ---- | ---- | ---- | ---- | ---- | ---- |
| 743  | 748  | 811  | 844  | 857  | 971  | 991  | 982  | 997  | 963  |

| 2016 | 2018 | 2020 | 2022 | 2024 | 2026 | 2028 | 2030 | 2032 | 2034 |
| ---- | ---- | ---- | ---- | ---- | ---- | ---- | ---- | ---- | ---- |
| 962  | 923  | 932  | 920  | 965  | -    | -    | -    | -    | -    |

El primer cens és del 1970 després de la creació del municipi per la unió d'Arfa, la Parròquia d'Hortó, el Pla de Sant Tirs i Tost. Les dades anteriors són la suma dels antics municipis.

## Baridà
Baridà és un enclavament de 5,64 km² del municipi de la Ribera d'Urgellet, enmig dels termes de Noves de Segre, Fígols i Alinyà i Cabó, als vessants orientals de la Serra d'Ares. Sota Can Baridà, avui en ruïnes, neix el torrent de Baridà, que desguassa al Segre per la dreta. S'hi pot trobar, vora el mas, la capella de Sant Carles, d'època moderna.